# Anoma Gladys Rose
Anoma Gladys Rose est une professeur d’université, née Gladys Rose Bonful le 28 mars 1930 à Grand-Bassam (Côte-d'Ivoire) et décédée le 26 octobre 2006 à Paris (France),. Elle fut députée en Côte d’Ivoire de la IIIe à la Ve législature   avec Hortence Aka Anghui et Jeanne Gervais (1966-1980) sous la bannière du PDCI.